# Rubén Rojo
Rubén Rojo y Pinto (* 15. Dezember 1922 in Madrid; † 30. März 1993 in Mexiko-Stadt) war ein spanisch-mexikanischer Schauspieler.

## Leben
Rojo entstammt einer Diplomaten- und Künstlerfamilie; seine Kindheit und Jugend verbrachte er aufgrund des Berufes seines Vaters in zahlreichen südeuropäischen und südamerikanischen Ländern sowie auf Kuba. Bereits im Alter von neun Jahren debütierte er auf der Bühne in Argentinien; seinen ersten Film drehte er mit sechzehn in Kuba. Eine stetige Karriere startete er ab 1943, nun in Mexiko, wo Rojo bis 1951 in zahlreichen Filmen, darunter einigen Publikumserfolgen (wie Soledad, 1947; Alto floga sobre el agua, 1948; Aventurera, 1950 und En carne viva, 1951) zu sehen war.
1952 kehrte er in sein Geburtsland zurück und setzte seine Karriere dort fort; ab Mitte des Jahrzehnts spielte er auch in internationalen Produktionen. Ab Beginn der 1960er Jahre wurde das mexikanische Fernsehen zu einem zweiten Standbein. Mehr als fünfzehn Telenovelas konnten Rojo als Darsteller aufführen. Nach Beginn der 1970er Jahre war er (eine Ausnahme bilden die Jahre 1988 bis 1991) kaum noch in Kinoproduktionen zu sehen.
Rojo, der auch die mexikanische Staatsbürgerschaft erhalten hatte, war mit seiner Kollegin Marta Aura verheiratet.

## Filmografie (Auswahl)
- 1949: Der große Lebemann (El gran calavera)
- 1956: Alexander der Große (Alexander the Great)
- 1966: Für 1000 Dollar pro Tag (Per mille dollari al giorno)
- 1968: Requiem für Django (Réquiem para el gringo)
- 1968: An einem Freitag in Las Vegas (Las Vegas, 500 millones)